# 李娃傳 (1991年台灣電視劇)
《李娃傳》是廣播電視事業發展基金（廣電基金）公共電視節目製播組（公視製播組）1991年度連續劇，改編自白行簡原作唐人傳奇《李娃傳》，1991年3月18日至1991年3月29日每週一至週五21:03～21:30在華視播出，周平製作，唐娜、李希、歸亞蕾、張復建、顏振堯、李承泰主演，共10集。

## 概要
該劇主要演述鄭元和（李志希飾）與李娃（唐娜飾）的愛情故事，是唐娜首次演古裝劇。該劇被定位為公共電視節目1991年度大戲，對其品質的要求格外嚴苛。原本可以用保麗龍或小紙片即可完成的該劇雪景，公視製播組堅持一定要使用真實的雪景，於是該劇製作單位及演員於1991年1月遠赴中國東北長春市攝氏零下的冰天雪地拍攝真實的雪景。
該劇製作單位在長春市拍攝雪景時，弄來一輛中型巴士，成天開著暖氣給演員接力取暖，並請求長春電影製片廠人員協助拍攝雪景；長春電影製片廠人員開了一張「行頭單」，就地取材懷爐、腳底保溫膜、保溫耳罩、保溫足套等保暖裝備，才使得該劇製作單位能在短短兩天內完成拍攝雪景。
該劇全部配樂及配唱，皆請中央交響樂團重新作詞作曲、中國大陸歌手代唱。
該劇尚未殺青，即有傳聞稱該劇每集製作費高達新台幣130餘萬元；公視製播組既不承認也不否認此傳聞，只表示希望把好品質的東西呈獻給觀眾。
1991年3月15日，該劇舉行試片會，李志希、唐娜、行政院新聞局副局長廖正豪、華視副總經理陳祖耀均出席試片會。

## 演員
- 唐娜飾李娃
- 李希飾鄭元和
- 歸亞蕾
- 張復建
- 顏振堯
- 李承泰

## 批評
該劇最引起爭議之處是：為了強調該劇是歷史劇，製作單位常在段落中以旁白介紹唐朝制度或文物古蹟，顯得和劇情格格不入。
1991年3月30日，台灣作家謝鵬雄評：該劇「這個『公子迷戀美色，名妓執意從良』的故事，既無微言大義，也乏現代意識，人性的探討上也不怎麽深入」；而以社教的眼光看，該劇境界比《一代名臣范仲淹》俗，「唯一的解釋，大概是它想打破『曲高和寡』的局面，以通俗取材接近觀眾；果真如此，這一次倒似乎押對了，因為收視率顯然提高，迴響也特別多」；唐娜飾演的李娃「一般認為高頭大馬，缺乏柔和嫵媚；但創作了廟外為鄭公子解圍，路上阻止刺客刺將軍的情節，倒也符合原小說『節行奇』之說」，李志希飾演的鄭元和「則不符『雋朗有詞藻，迥然不群』的形象，甚且將之丑角化了（如考試時打瞌睡等）」；在其他方面，「西安的宏偉，攝影甚佳；加上女主角的粉雕玉琢、衣飾器物的講究、身段談吐的古典，使它呈現電視上罕見的精緻。合唱音樂的配合，雖難免是我國影視的俗套，但聲音鏗鏘、辭意典麗、頗有可聽性，也大大增加了通俗性與可看性；在現階段，不失爲啓發觀衆興趣的一個方法」；總評該劇，「雖然素材通俗化了些，但就整體過程看來，仍能維持不同於商業連續劇的格調，其播出應當是可以受到肯定的。」